# (7324) Carret
(7324) Carret es un asteroide perteneciente al cinturón de asteroides descubierto el 31 de enero de 1981 por el equipo del Observatorio del Harvard College desde la Estación George R. Agassiz, Estados Unidos.

## Designación y nombre
Designado provisionalmente como 1981 BC. Fue nombrado en honor a Philip L. Carret (1896-1998), con motivo de su 101 cumpleaños y el 80 aniversario de su graduación de la Universidad de Harvard. Apasionadamente interesado en los eclipses solares, Carret ha viajado por todo el mundo durante la mayor parte del siglo en su búsqueda: desde Borneo hasta Siberia, desde Baja California hasta Kenia y desde la Isla del Príncipe Eduardo hasta Indonesia. Decano de firmas estadounidenses de gestión de inversiones y legendario seleccionador de acciones, creó uno de los primeros fondos mutuos en los EE. UU., Pioneer Fund, en 1928 y ayudó a fundar la industria de los fondos mutuos. Se ha preocupado generosamente por la educación, el medio ambiente y la vida silvestre.

## Características orbitales
Carret está situado a una distancia media del Sol de 2,421 ua, pudiendo alejarse hasta 2,974 ua y acercarse hasta 1,869 ua. Su excentricidad es 0,228 y la inclinación orbital 10,151 grados. Emplea 1376,29 días en completar una órbita alrededor del Sol.

## Características físicas
La magnitud absoluta de Carret es 14,84. Tiene 5,746 km de diámetro y su albedo se estima en 0,062. 